# Akmonistion
Akmonistion zangerli
Genre
Espèce
Akmonistion est un genre éteint de poissons cartilagineux appartenant à la famille des Stethacanthidae. Des restes de cet animal ont été découverts en Écosse et l'espèce fut décrite en 2001.
Une seule espèce est rattachée au genre, Akmonistion zangerli.

## Description
Il s'agit du descendant du genre Stethacanthus et il a vécu au Carbonifère il y a environ 325 et 295 Ma. Sa taille est estimée à 1,80 m de long. Comme certains requins actuels, Akmonistion zangerli vivait en eau peu profonde où il chassait des amphibiens primitifs tels que Crassigyrinus scoticus[réf. nécessaire]. L'épithète spécifique zangerli est dédiée à Rainer Zangerl, paléontologue spécialiste des requins et tortues préhistoriques.

## Physiologie

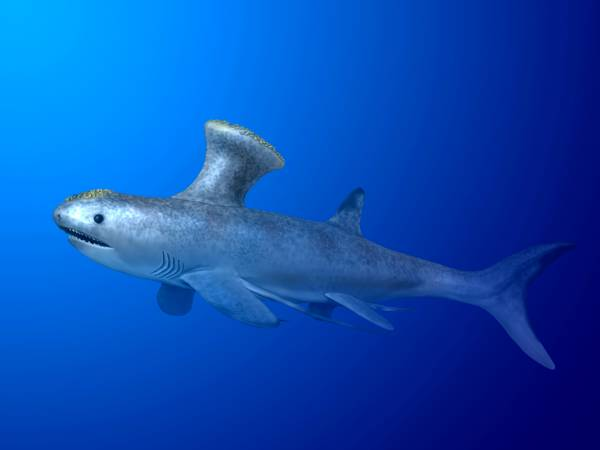
Vue d'artiste d'Akmonistion zangerli.

Comme Stethacanthus, les mâles d'Akmonistion zangerli possédaient des sortes d'« enclumes » sur le dos.